# Surubi
Surubi, surubim, sorubim, loando e loango são nomes comuns a alguns bagres, peixes da família dos pimelodídeos dos gêneros Pimelodus, Pseudoplatystoma, Sorubim e Steindachneridion.

## Exemplos de peixes com esta denominação
- Pseudoplatystoma corruscans (bagre, bagre-rajado, brutelo, caçonete, caparari, pintado, piracajara, piracajiara, surubi-de-cama, surubim, surubim-caparari, surubim-pintado)
- Pseudoplatystoma tigrinum (surubim-bagre)
- Pimelodus maculatus (surubim-pintado)
- Sorubim lima (jurupensém, surubim-bico-de-pato)
- Sorubimichthys planiceps (surubim-chicote ou surubim-lenha)
- Steindachneridion doceanum (surubim-do-doce)[3]
- Steindachneridion amblyurum (surubim-do-jequitinhonha)[4]
- Steindachneridion parahybae (surubim-do-paraíba)[5]
- Steindachneridion parahybae (bagre-surubim)

## Nomes indígenas
- Proto-Nawiki[6]: *kuli-li
- Proto-Maku Oriental[7]:  *pǒj
- Kwazá[8]: maninitɛ
- Arara do Rio Branco[9]: {ju}pira
- Proto-Arawá[10]: *bahama
- Proto-Chapacura[11]: *tɾawan
- Proto-Tuparí[12]: *ãnõrẽ